# Jean Nagerel
Jean Nagerel, mort en 1570 à Rouen, est un historien français.

## Biographie
Chanoine et archidiacre de Notre-Dame de Rouen, il est l’auteur d’un ouvrage historique rare sur la Normandie où il entreprend d’y légitimer l’influence française par la publication de nombreuses pièces juridiques restées peu connues. Il donne aussi l’histoire et le procès de Jeanne d'Arc, une description de l’entrée de Charles IX à Rouen le 12 août 1563 et du lit de justice tenu par ce dernier en sa cour de parlement de Rouen, qui forme une sorte d’appendice à l’Histoire et Chronique de Normandie.

## Publications
- Description du Pays et Duché de Normandie, appelée anciennement Neustrie, de son origine, & des limites d’iceluy. À Rouen, chez Martin Le Mégissier, 1580.